# Aleksandr Fëdorovič Roediger
Aleksandr Fëdorovič Roediger in russo Алекса́ндр Фёдорович Ре́дигер?, noto anche come Alexander Roediger in ambienti germanofoni (Veliky Novgorod, 12 gennaio 1854 – Sebastopoli, 26 gennaio 1920) è stato un generale e politico russo.

## Biografia

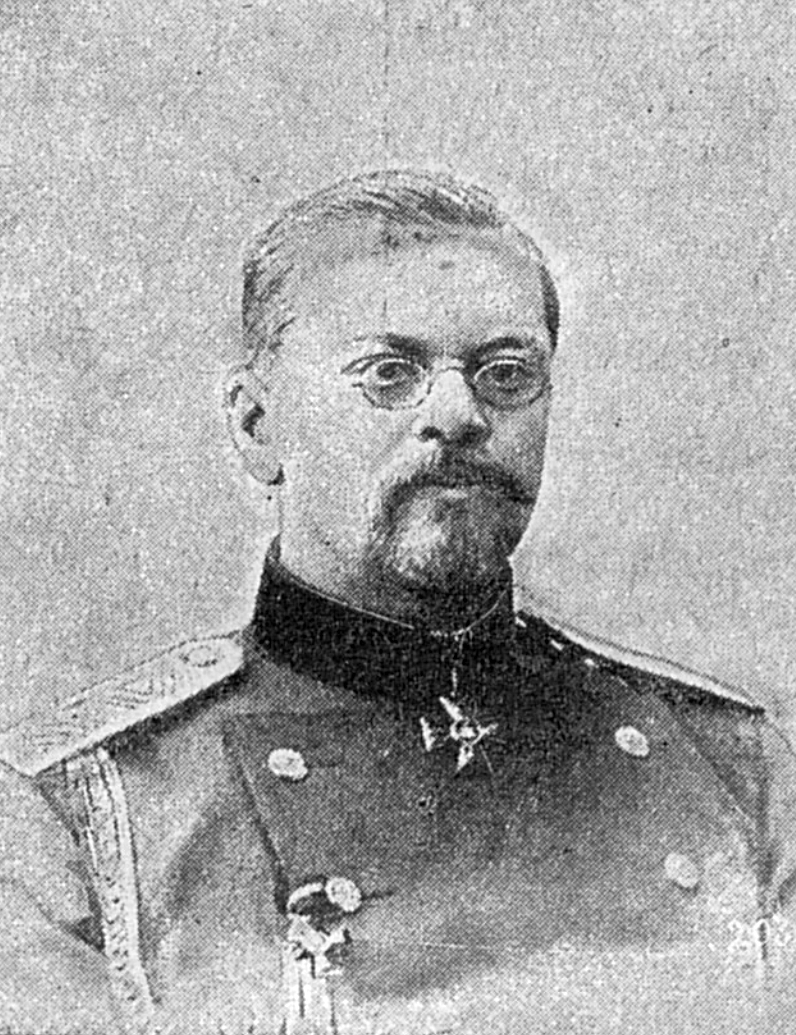
Il generale Roediger in una fotografia del 1905

Nato il 12 gennaio 1854, Roediger era figlio del tedesco Philipp Friedrich Roediger e della nobile svedese-finlandese Elisabeth Charlotta von Schulmann. Suo padre era cadetto alla scuola di Novgorod all'epoca della sua nascita. La sua famiglia aveva origini dell'Assia.
Dopo aver studiato nel corpo dei paggi di corte, frequentò l'accademia Nikolayev per diventare militare di carriera; combatté quindi nella guerra russo-turca del 1877-1878. Nel 1882 venne nominato viceministro e poi ministro della guerra del principato di Bulgaria da poco sorto; terminato il suo impiego, tornò in Russia dove divenne professore all'accademia militare Nikolayev. Venne nominato viceministro della guerra dell'Impero russo nel 1898 durante il ministero di Aleksey Kuropatkin e dal 1905 al 1909 fu ministro della guerra lui stesso, servendo nei governi Witte, Goremykin e Stolypin. Nel 1905 venne anche nominato ministro del consiglio imperiale di stato. Nel 1907 la polizia segreta russa scoprì un complotto per assassinare il ministro Roediger, per il quale vennero poi arrestati diversi membri del partito socialista rivoluzionario russo.
Si dimise da ministro nel marzo del 1909 e venne elevato al rango di generale di fanteria, pur rimanendo membro del consiglio di stato.
Con lo scoppio della Rivoluzione d'ottobre fuggì, con la sua seconda moglie Olga Ivanovna, in Ucraina, allora territorio controllato dall'Armata Bianca, trovando rifugio nel villaggio di Cherevki dove si trovavano le proprietà di suo suocero, il generale Kholchchevnikov, nei pressi della città di Pereyaslav.
Morì per un attacco cerebrale a Sebastopoli il 26 gennaio 1920 mentre la Crimea era nel mezzo di una guerra civile, persa e riconquistata a turno dalle armate rossa e bianca.
Tra il 1917 ed il 1918 scrisse un libro di memorie che venne pubblicato in Russia solo nel 1999.